# Purolator
Purolator est une entreprise postale canadienne dont le siège est à Mississauga. Elle est détenue majoritairement par la Société canadienne des postes.